# Николсон, Джек
Джон Джо́зеф (Джек) Ни́колсон (англ. John Joseph «Jack» Nicholson, род. 22 апреля 1937, Нептьюн, Нью-Джерси, США) — американский актёр, кинорежиссёр, сценарист и продюсер.
Николсон считается одним из величайших актёров в истории кино. Он является рекордсменом по наибольшему количеству актёрских номинаций на «Оскар» (12), а также одним из трёх трёхкратных лауреатов среди мужчин. Кроме того, он — один из актёров, номинированных на «Оскар» за лучшую роль (главную или второго плана) в четырёх разных десятилетиях подряд. В 1994 году, в возрасте 57 лет, он стал одним из самых молодых актёров, награждённых премией Американского института киноискусства за жизненные достижения. Джек Николсон также является обладателем множества других наград, в том числе BAFTA, семи «Золотых глобусов», шести премий Национального совета кинокритиков США и премии Гильдии киноактёров США.

## Рождение и юность

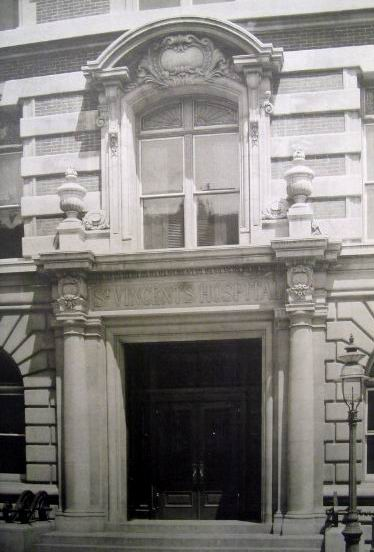
Вход в Католический медицинский центр «Сент-Винсент» — место рождения Джека Николсона

Родился 22 апреля 1937 года в Нью-Йорке, в Католическом медицинском центре «Сент-Винсент». В различных источниках содержится противоречивая информация о месте рождения актёра: так, в его официальной биографии местом рождения указан дом на Шестой улице в городе Нептьюн, штат Нью-Джерси, однако более вероятно, что Николсон родился в Нью-Йорке. Также нет точных данных о дате рождения Джека: когда в 1943 году мальчика крестили в церкви Вознесения близ боро Брэдли-Бич, семья сообщила священнику, что родился он в 1938 году.
Джек, как и его сверстники, был представителем последнего поколения, которое росло без влияния телевизора. Бабушка Этель купила телевизор одной из первых среди жителей района, однако в это время Джек уже был подростком и его больше интересовал джаз-фьюжн и музыкальные автоматы.

### Родители и происхождение
Матерью Джека Николсона была танцовщица и певица Джун Фрэнсис Николсон (1918—1963; сценическое имя — Джун Нильсон). Бросив школу в 1934 году для начала профессиональной карьеры, Джун вплотную занялась работой на местной радиостанции, где была ведущей субботнего утреннего шоу «Эдди Кинг и его радиодетки». Ассистировал ей будущий возлюбленный, музыкант Эдди Кинг, еврей по происхождению (имя при рождении — Эдгар Альфред Киршфельд), незаконно иммигрировавший в США из Латвии в 1925 году. За время, проведённое в чужой стране, Кинг высоко поднялся по карьерной лестнице и поменял несколько профессий: от лидера подпольной музыкальной группы до инструктора по танцам. В начале 1930-х годов Кинг открыл собственную танцевальную студию на Кукман-авеню, 702, где и познакомился с Джун Николсон, которая была одной из первых его учениц.
...я вырос в семье женщин, поэтому у меня не было репрессий со стороны мужского пола. Они всегда воодушевляли меня и говорили: «Нам все равно, что ты делаешь, просто убедись, что ты не врешь нам и будешь говорить, где находишься». И если они не хотели, чтобы я отправлялся в такое-то место, мне давали об этом знать.
По прошествии двух лет Джун встретила музыканта Дона Роуза (при рождении Фурчилло), сына парикмахера, который пел в составе большой группы. 16 октября 1936 года они поженились в Элктоне, штат Мэриленд. В начале 1937 года Николсон исчезла из Нептьюна, не сказав никому, куда она отправилась. Ходили слухи, что она уехала к кузине в Нью-Йорк, и они подтвердились, когда одному из друзей Джун пришло письмо, отправленное с нью-йоркского адреса. В апреле Джун Николсон родила мальчика Джона, однако в городском журнале регистрации рождений, смертей и браков детей с фамилией Николсон, Кинг, Роуз, Киршфельд или Фурчилло зарегистрировано не было. Это объяснялось тем, что при упоминании в журнале была перепутана фамилия «Нильсон» (сценический псевдоним Джун), которую записали как «Уилсон».
После появления мальчика на свет о нём заботились дедушка и бабушка: Джон Джозеф Николсон — рыжий ирландец, работавший оформителем витрин в универмаге в Боро Манаскуан — и Этель Мэй Николсон. Позже Джек описывал дедушку так: «Тихий, меланхоличный, печальный, и очень нежный человек». Джек рос в полной уверенности, что дедушка и бабушка являются его отцом и матерью. Только в 1974 году репортёр журнала Time, разузнавший скрываемую всеми информацию, открыл актёру правду: его «старшая сестра» Джун — на самом деле его мать. Тогда уже было слишком поздно: Джун умерла от рака в 1963 году, а Этель скончалась семью годами позже — в 1970. Сведения от журналиста подтвердила другая сестра Николсона — Лоррейн — которая, как и остальные, даже не догадывалась о том, кто же является отцом актёра.

### Образование
В 1945 году бизнес Этель процветал, и вся семья переехала из одноэтажного бунгало на Шестой улице Нептьюна в двухэтажный дом в рабочей части города. Каждое утро восьмилетнему Джеку приходилось проходить семь кварталов от нового места жительства на Штайнер-авеню, 2 до школы имени Теодора Рузвельта, где он и учился. Именно там Николсон впервые был задействован в театральной постановке, исполнив джазовую песню Managua, Nicaragua.
Я должен был оставаться в классе после уроков каждый день, так как они поручали мне написать эссе, состоящее из тысячи слов. И я писал. Я знал, что читать это все равно никто не будет, и поэтому писал злые вещи о людях, которые управляют школой.
Когда Джек был готов к старшей школе, семья переехала ещё раз: на этот раз — в Боро Спринг-Лейк, где Этель открыла собственный косметический кабинет на Мерсер-авеню, 505. Позже Джек признавался, что доход его бабушки достигал отметки в 5 тысяч долларов в год. Этель долго искала школу для внука и нашла её в ближайшем районе: Манаскуанская старшая школа показалась ей вполне подходящей. В 1950 году Николсона успешно приняли в данное учебное заведение, где у подростка вскоре появилась кличка «Толстяк» (англ. Chubs) из-за переизбытка веса, которым он страдал с четырёх лет. В следующие десять лет на насмешки Джек отвечал кулаками, он просто пресекал сарказм драками. Только с достижением пяти футов и девяти дюймов роста одноклассники сменили обидную кличку, заменив её сокращением фамилии Джека — «Ник». В школьные годы Николсон активно занимался бейсболом, однако когда ему предложили стать ответственным за экипировку школьной футбольной команды, он с радостью согласился. Через несколько месяцев Джек заменил футбол баскетболом, который стал его любимым видом спорта. Кроме личных занятий спортом, Николсон стал репортёром школьной газеты The Blue and Gray, куда писал о достижениях школьных спортивных команд. Книга Treasure Chest, изданная руководством школы, писала о Николсоне, как о «весёлом и добродушном человеке» и «увлечённом писателе».
Учителя Николсона расходились во мнениях, когда речь заходила о нём: учительница латинского языка Рут Уолш усаживала Джека прямо перед собой только из-за того, что он выглядел как смутьян, а преподавательница английского языка мисс Белтинг никогда не находила с ним общего языка и до конца жизни рассказывала новому поколению манаскуанских учеников, что «у Николсона был большой рот и он же остаётся». Трижды Николсона «ловили на горячем»: во время брани, курения и вандализма (испортил табличку конкурирующей школы). Джека любили и сверстники: за привнесение фантазии в жизнь школы они нарекли Николсона «лучшим актёром-старшеклассником». Джек принимал участие и в театральных постановках школы: его роль в спектакле «Из сковороды» была почти эпизодической, однако вызвала аплодисменты. Ещё больший успех снискала роль Ганнибала в спектакле по пьесе Джона Патрика «Странная миссис Сэвидж», которая и принесла ему титул «Лучший актёр-старшеклассник».

### Работа в MGM и обучение актёрскому мастерству

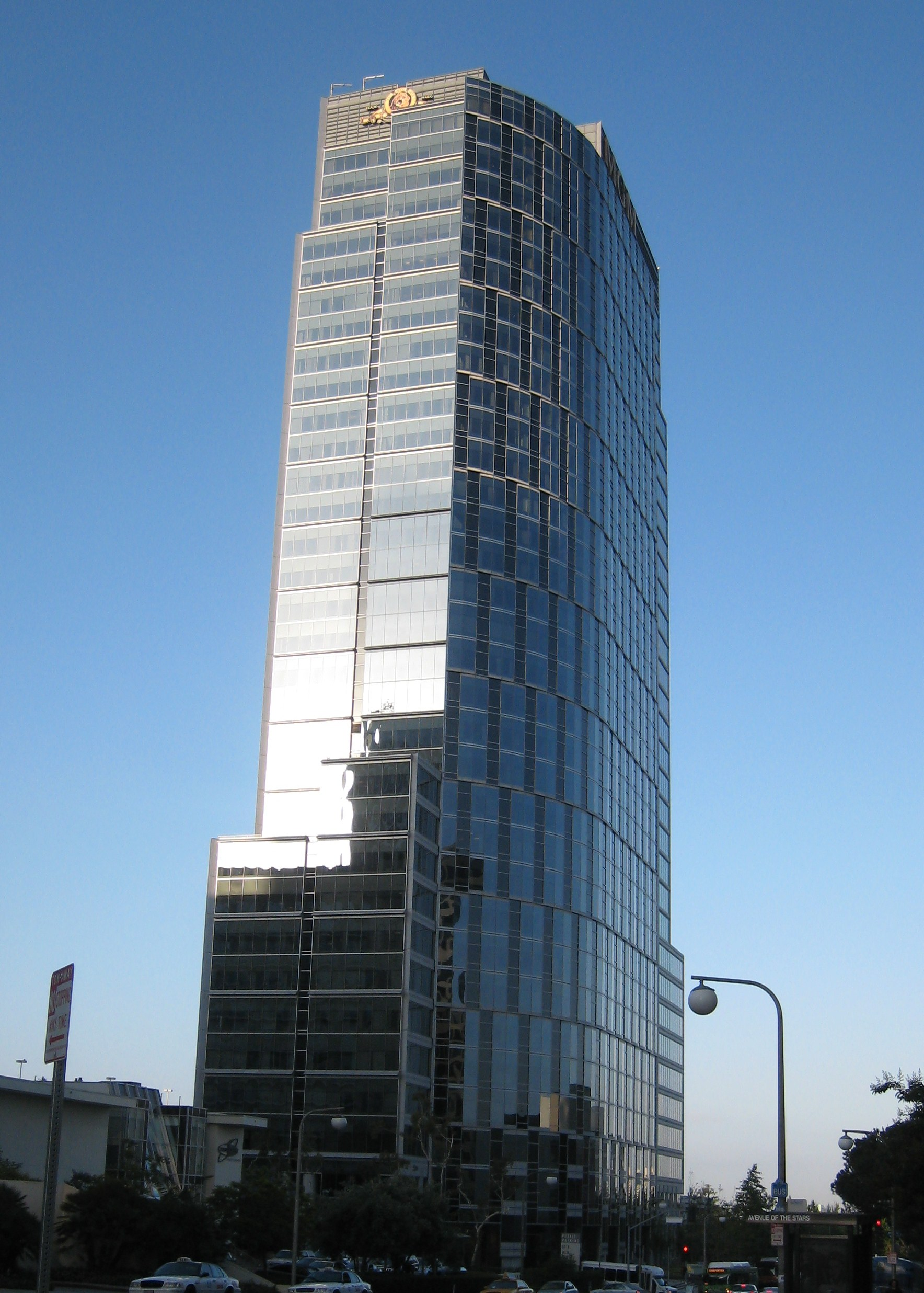
Бывшая штаб-квартира компании MGM

В 1955 году Николсон твердо решил стать актёром после просмотра фильмов «К востоку от рая», «В порту» и «Человек с золотой рукой», где в главных ролях были задействованы Джеймс Дин, Марлон Брандо и Фрэнк Синатра соответственно. Именно эти актёры больше всего повлияли на молодого Джека, но наиболее его впечатлил Брандо: «Я смотрел „В порту“ дважды за ночь и не мог оторвать глаз от этого парня. Он был завораживающим» — говорил Николсон. Так же дело обстояло и с Синатрой, который загипнотизировал Николсона в «Человеке с золотой рукой» и привил ему пожизненную тягу к шляпам — неизменному атрибуту его гардероба. Понимая, что сразу ему актёром не стать, Джек устроился на работу в мультипликационный отдел компании MGM. Руководство платило ему 30 долларов в неделю, что для него было недостаточно: «Я делал всё. Разносил молоко, создавал, прокалывал и стоговал бумагу, следил за тем, чтобы мультипликаторы были счастливы с целыми её запасами» — рассказывал Николсон.
В том же году Николсон переехал из квартиры бабушки в собственную арендованную квартиру возле почтового отделения, которая, помимо маленького размера, находилась над гаражом и была расположена за несколько кварталов от MGM. Каждый день Джек начинал с реквизиции устаревших карандашей, после чего разъезжал вокруг всей студии на велосипеде и развозил сотрудникам письма. Затем юноша собирал ставки с работников компании и сообщал о них местному букмекеру, а уже под вечер отвечал на письма фанатов «Тома и Джерри». Такой распорядок дня был у Николсона на протяжении двух лет. В павильонах он видел множество кинозвезд, а также выучил имена почти всех сотрудников компании: от исполнительных продюсеров до низшего звена.
Помимо небольшой заработной платы, Джек не владел и автомобилем. Когда аниматор Оливер Каллахан предложил ему свой старый и подержанный Chevrolet 1949 года выпуска за 400 долларов, Николсон телеграфировал к бабушке в Нью-Джерси, чтобы она выслала ему нужную сумму денег. Несмотря на почти полное отсутствие денег, Джек «шел в ногу» с модой: в его гардеробе всегда можно было найти рубашки с воротниками на пуговицах, белые штиблеты, брюки c зауженными щиколотками и хаки. О том периоде своей жизни Николсон вспоминал один случай: его бывший одноклассник Джон Эпоминондас пригласил Джека и его соседа Роджера в театр Hollywood Palladium, где как раз проходила дискотека. Через полчаса Джек сигналами дал понять друзьям, что что-то случилось. Они собрались вместе и Джек сказал: «Мы должны свалить отсюда! Мне нужно попасть в мужскую комнату». «Что случилось?» — спросил Эпоминондас, на что Джек ответил: «Я танцевал вот с той девушкой. Она настолько близко ко мне прижалась, и я был так взволнован, что мои штаны просто взорвались!»

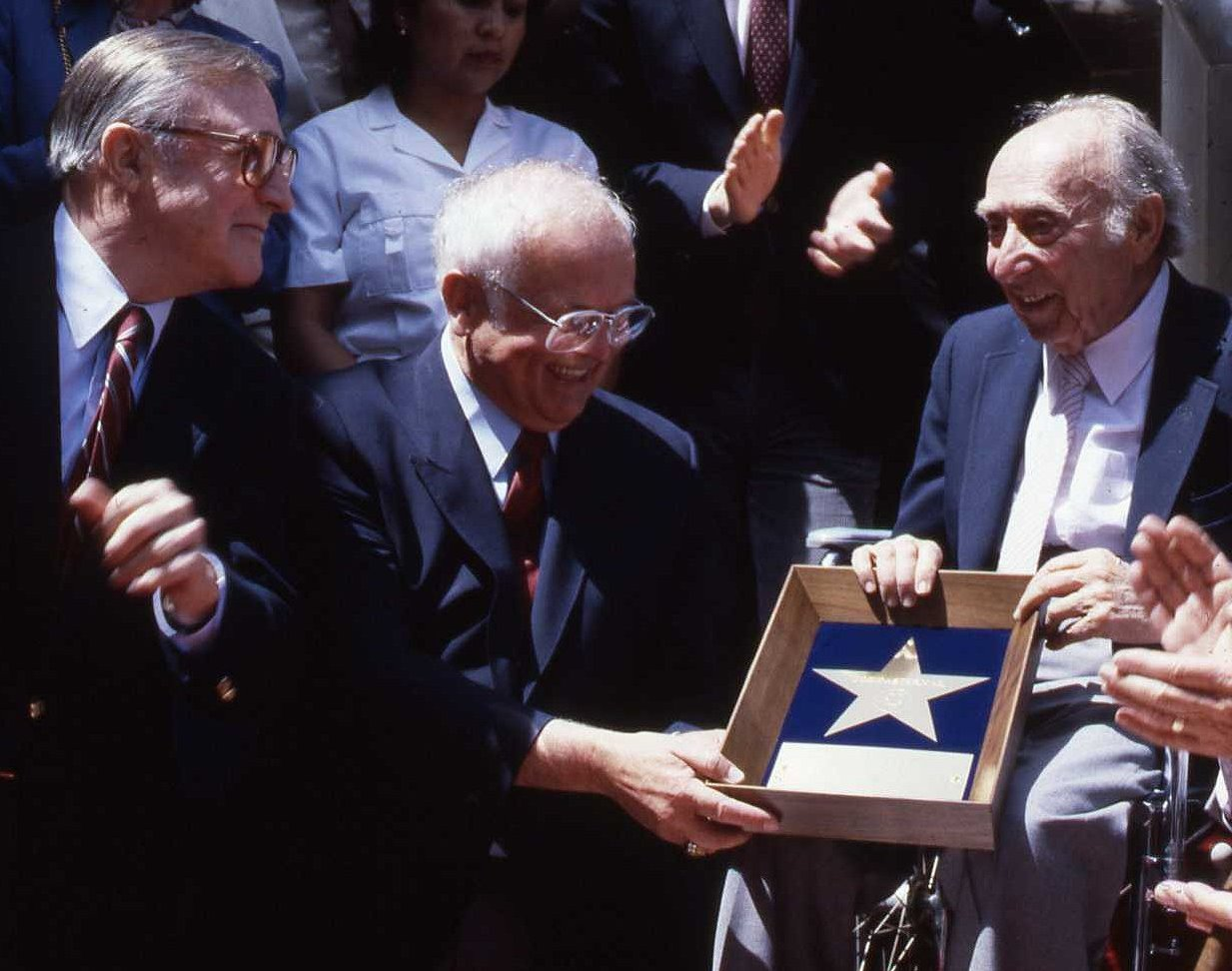
Джо Пастернак (справа) — человек, проложивший Николсону дорогу в кинематограф

Спустя день после гибели Джеймса Дина все ещё потрясённый Николсон приехал в MGM, где в лифте встретился с почтенным продюсером Джо Пастернаком (1901—1991). Пастернак увидел грустное лицо Джека, после чего между мужчинами произошёл диалог, в ходе которого продюсер спросил у Николсона, не думал ли тот когда-нибудь о том, чтобы стать актёром, на что Николсон ответил отрицательно. Через час директор анимационного отдела компании Уильям Ханна вызвал Николсона к себе в офис, из которого Николсон вышел полностью убеждённым в том, что он будет актёром.
Уже в мае 1956 года был организован кастинг, участие в котором принял и Джек. Пастернак присутствовал на нём и положительно оценил его, сказав, что «у него была великолепная улыбка, жилистое телосложение и лукавый масляный взгляд, однако никакой актёрской тренировки, кроме школьного театрального кружка». Кроме того, у Николсона был невыносимый гнусавый выговор, характерный для штата Нью-Джерси. Для его устранения Пастернак предложил Джеку преподавателя по сценической речи. По рекомендации Уильяма Ханны Николсон стал посещать курсы по актёрскому мастерству, на которые вместе с ним ходил тогда ещё начинающий актёр Джо Флинн (1924—1974). Именно он сказал Джеку, что Пастернак был ненормальным: «Я хочу рассказать тебе одну вещь, Джек, это очень важно. Каждый, кого ты встретишь на своём пути, будет пытаться изменить твой голос с помощью профессионалов. Не соглашайся» — заявил Флинн. Тогда же Николсон устроился на работу в театр West Hollywood’s Players Ring, где с июля по сентябрь 1956 года был статистом в спектакле «Чай и симпатия» (по одноимённой пьесе Роберта Андерсона). Его зарплата составляла 14 долларов в неделю.
2 сентября 1956 года СМИ впервые упомянули о Николсоне: редакция газеты Asbury Park Press написала небольшую заметку, в которой сообщалось, что «девятнадцатилетний Джек Николсон из Спринг-Лейка завтра появится в телесериале „Театр Матине“, который будет транслироваться с 15:00 до 15:30 на телеканале WNBC». В последние дни 1956 года анимационный продюсер MGM Фред Куимби собрал всех сотрудников на совещание, чтобы опровергнуть разрастающиеся слухи о том, что их отдел закрывается. «Не волнуйтесь», — успокоил Куимби коллег. — «Это место как Гибралтарская скала». Две недели спустя руководство MGM сократило расходы и распустило всех сотрудников анимационного отдела, включая Джека.

## Первые роли в кино и восхождение по карьерной лестнице
Я никогда не был уверен в том, как Джек разговаривает. Всегда можно было услышать, как его гортань дребезжит. Но это превратилось в хорошую и приметную черту Джека, и до сих пор его узнают по голосу, не видя фотографии или лица.
На протяжении следующих нескольких лет Джек делал всё, чтобы его заметили в Голливуде: заплатил 25 и 15 долларов для вступления в Гильдию киноактёров США и Американскую федерацию теле- и радиоартистов соответственно, а также попал в категорию «лучших молодых актёров современности» по версии Академии кинематографических искусств и наук, куда, помимо самого Николсона, входили Уоррен Битти, Деннис Хоппер, Дин Стоквелл и Роберт Блейк. Он читал сценарии и хватался за любые предложения, которые ему поступали. В 1958 году Николсон был уволен из компании Warner Bros., где был задействован на съёмочных площадках нескольких телесериалов. Такая же участь постигла и его коллегу, актёра Уолтера Маттау. Позже Джек признавался, что уволили их из-за «плохого поведения» — термина, который никто не мог объяснить.
Первым учителем Николсона был Джефф Кори (1914—2002), обучивший его азам актёрского искусства: «Мой первый учитель Джефф Кори любил говорить, что всё искусство может быть лишь стимулирующей отправной точкой. Ты не можешь изменить мир, но можешь заставить его мыслить», — говорил Джек. Луана Андерс (1938—1996), с которой Николсон был знаком ещё со времён работы в MGM, и Джуд Тэйлор (1932—2008) представили Николсона Кори, после чего Джек стал посещать его актёрские курсы. Кори пользовался авторитетом в актёрских кругах США, среди его учеников были Ричард Чемберлен, Пэт Бун, Джейн Фонда, Энтони Перкинс, Салли Келлерман и Ирвин Кершнер. Согласно Кори, «Николсон был очень приятным юнцом». Джек признавался, что его учитель был не в восторге от данного курса, утверждая, что актёрской игре Николсона не хватает «поэзии», и называя его «физически инертным». Кроме того, именно на курсе Кори Николсон встретил свою первую девушку: «Он увидел меня в классе и решил, что нам надо встречаться», — говорила Джорджиана Картер, миниатюрная блондинка из Южной Калифорнии. — «Он был на год младше меня и серьёзно меня добивался. Джек мне очень понравился, и скоро я поняла, что совсем без него не могу».

### «Плачущий убийца»

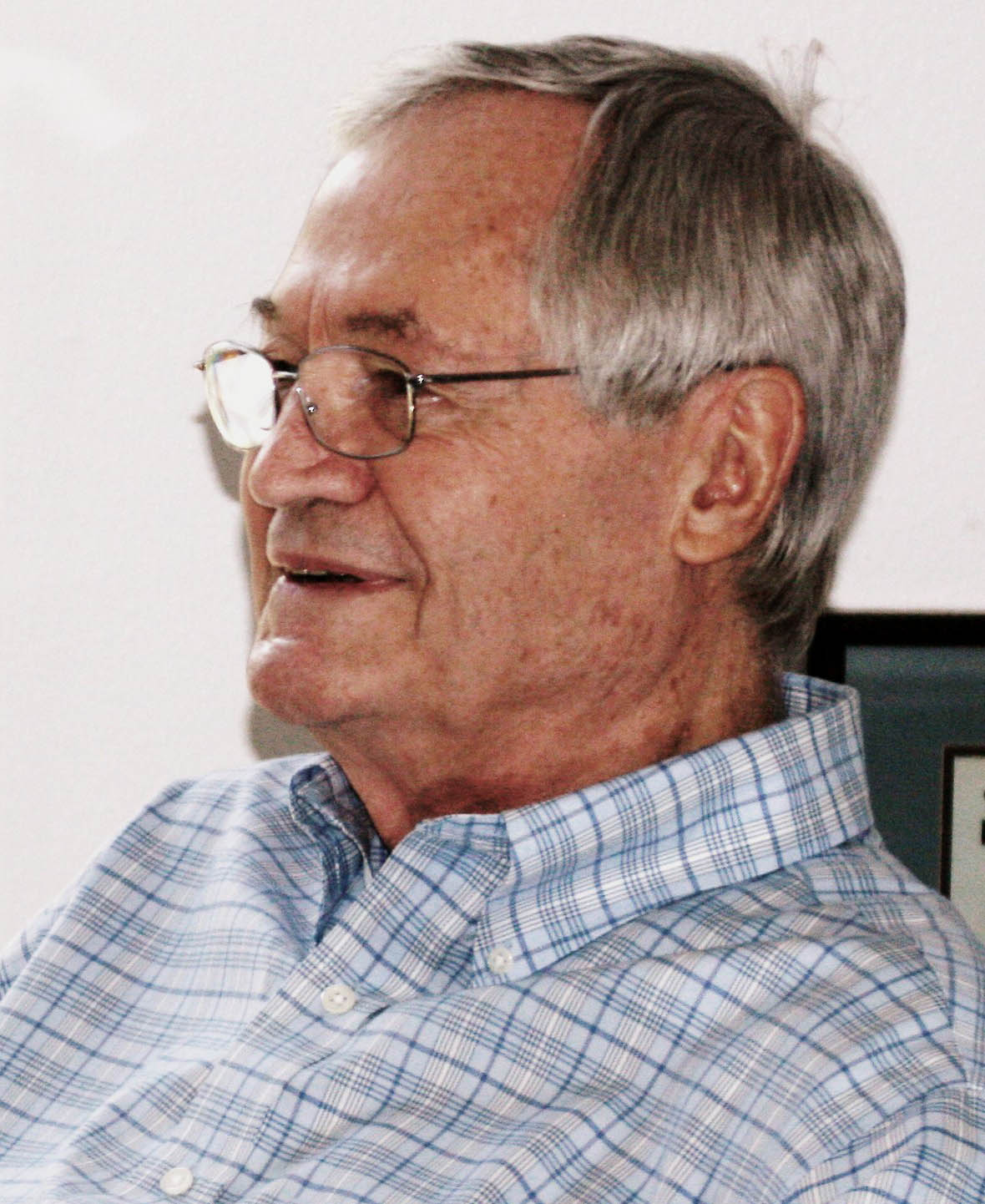
Режиссёр и продюсер Роджер Корман, в чьих фильмах Джек Николсон исполнил свои первые роли

Джек продолжал учиться на курсе Кори, и наступил день, когда Джефф сказал Николсону, что он готов к первой кинопробе. Так, весной 1958 года газета Asbury Park Press сообщила, что "Джек Николсон, исполнявший главные роли в Манаскуанской старшей школе, сегодня сыграет в молодёжном триллере «Плачущий убийца (фильм, 1958)». Позже Николсон говорил, что тогда он думал: «Всего два месяца в этом деле, и я уже получил главную роль. Я — звезда!» Фильм был основан на реальных событиях — ограблении придорожного кафе в Инглвуде, Калифорния. Сценаристами выступили работники категории B (низкобюджетных фильмов) — Лео Гордон (1922—2000; актёр, ставший сценаристом) и бывший доктор Мелвин Леви. В сценарии Гордона—Леви персонаж Николсона Джимми Уоллес вынужден прибегнуть к насилию, когда два преступника пытаются изнасиловать его девушку и избивают его самого до полусмерти. Уоллес буквально сходит с ума после этого инцидента и захватывает в заложники всех посетителей придорожного кафе, расположенного неподалёку. Конец фильма трагичен — Уоллеса убивают сотрудники полиции, прибывшие по вызову.
Фильм провалился как в коммерческом плане, так и в критическом, актёрская игра Николсона также была подвергнута резкой критике. Большинство рецензентов отмечало, что молодому Николсону просто не дали раскрыться в этой картине. Актриса Митци Макколл (род. 1932), коллега Джека по фильму, говорила: «Он был очень серьёзен, когда работал над ролью, и предан даже такому смехотворному фильму категории B». Сам Николсон назвал шесть дней съёмок в фильме «ослепительным туманом»: «Я был полностью вовлечён в это и использовал все те религиозные вещи, что выучил на курсе. Я постоянно готовился и переписывал все свои реплики в сценарии, там был полный беспорядок с примечаниями и всем таким. Затем я посмотрел фильм и понял, что он ужасен». Такое же мнение о ленте составили и зрители, которые, согласно Николсону, во время показа рекламных отрывков из фильма в Голливуде становились бешеными и начинали свистеть. Джек уволился из театра и, по словам Митци Макколл, каждую среду заявлялся в голливудское агентство по трудоустройству.
Только одно имя (кроме самого Николсона), упомянутое в титрах фильма, до сих пор на слуху. Исполнительный продюсер картины Роджер Корман заплатил 7 тысяч долларов кинокомпании American International Pictures только за начало съёмок в её павильонах. Корман и Николсон познакомились на актёрских курсах Джеффа Кори, где Корман подыскивал новые таланты. Джек был идеальным кандидатом для съёмок в новом фильме. «Николсон был напористым. Он не боялся Роджера. Он хотел быть актёром, сценаристом, делать всю работу, а для этого он пользовался присущей ему наглостью», — говорил биограф Кормана Беверли Грэй.

### «Слишком поздно для любви»
Исполнив роль гонщика-бунтаря Джонни Вэррона в драме Харви Бермана «Дикая гонка», Николсон приступил к работе над низкобюджетным независимым фильмом Ричарда Раша «Слишком поздно для любви», где ему была предназначена роль злодея Бадди. «Это был эксплуатационный фильм с бюджетом в районе 50 тысяч долларов. Мы продали его Universal за 250 тысяч, и он стал хитом как раз в то волшебное время, когда критики изобрели „новую волну“», — говорил Раш. По словам режиссёра, фильм стал первым изобретением «новой волны», а в Европе картина шла под названиями «Медовый месяц в средней школе» и «Подростки-любовники» из-за того, что в ней показывались тогда запрещённые вещи, наподобие подростковой беременности. В написании сценария Рашу помогал тогда ещё никому не известный Фрэнсис Форд Коппола, который, как говорил Раш, больше обладал юношеским духом, чем дисциплиной.
Будучи популярным в автокинотеатрах и зарубежных странах, «Слишком поздно для любви» занял ещё одно место в фильмографии Николсона, однако первый настоящий успех ожидал его в «Магазинчике ужасов».

### «Магазинчик ужасов»

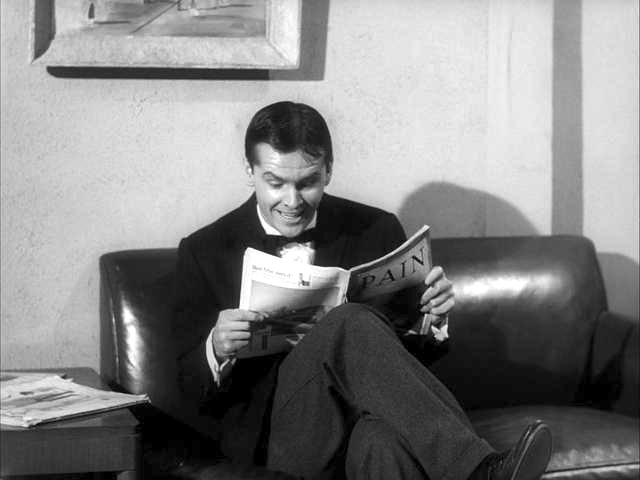
Джек Николсон в роли Уилбура Форса

Джек сделал всё точно так, как было написано в сценарии, но добавил собственную сочную мимику и жесты. Роджер редко давал режиссёрские указания. Он полагал, что актёры были в этом экспертами. К счастью, в случае с Джеком, так оно и было.
«Магазинчик ужасов» — именно такое название Роджер Корман дал своему новому фильму, экранизации научно-фантастического рассказа Артура Кларка «Строптивая орхидея», рассказывающего о ботанике, который открывает новый вид плотоядной орхидеи и скармливает ей свою высокомерную тётю. Согласно другим источникам, основой сценария для фильма послужил рассказ Джона Кольера «Зелёные мысли».
Картина была снята за рекордные два дня с бюджетом в 27 тысяч долларов, а сам Николсон говорил: «Я отправлялся на съёмки, зная, что я должен быть крайне причудливым, так как Роджер сначала вообще не хотел брать меня на эту роль. Другими словами, я не мог сыграть это так, как было в сценарии, поэтому я делал много странного дерьма, которое, как я думал, должно было быть смешным». По прибытии на съёмочную площадку Джеку сообщили, что он будет играть вместе со старым другом Джоном Шэнером. Когда оба появились на съёмках, Корман отдал Николсону последние шесть страниц сценария, а Шэнеру — первые. Остальные страницы режиссёр разорвал на две половины, одну из которых отдал Джеку, а вторую — Шэнеру. «Вот и всё. Это всё, что мы знали о фильме. Я даже не догадывался, как он назывался. Мне пришлось уговорить Шэнера прочитать его половину страниц», — признавался Николсон.
Таким образом, легкомысленный мазохист Уилбур Форс, которого и сыграл Джек, пришедший на приём к стоматологу, стал первым в цепочке запоминающихся персонажей актёра. «Никакого новокаина, он притупляет все ощущения», — говорил Форс в фильме.

### «Ворон»
В период с 1961 по 1963 год Николсон снимался преимущественно в телесериалах и телефильмах, в число которых входят «Морская охота», «Бронко» и «Гавайский глаз». В 1963 году режиссёр Роджер Корман, ранее работавший с Джеком в картинах «Плакса-убийца» и «Магазинчик ужасов», пригласил его на второстепенную роль в комедийном хорроре «Ворон». Персонаж Джека — Рексфорд Бедлоу, сын члена Братства магов Адольфуса Бедлоу в исполнении Петера Лорре.
Сценарий фильма был хорошо продуман и базировался на вольной интерпретации стихотворения «Ворон» Эдгара Аллана По. Создал его мастер фильмов ужасов, писатель Ричард Мэтисон. Постоянные сценаристы Кормана Лео Гордон и Джек Хилл отказались от участия в картине, посетовав на то, что их работа утонет в плохом актёрском мастерстве и режиссуре. Корман говорил: «Я объяснил Джеку, что Борис Карлофф поработает с ним дня два, после чего я напишу оставшуюся часть картины, а он будет её звездой». Кроме того, Корман признавался, что в последний день съёмок фильма на посту режиссёра его заменил Николсон, который снял несколько сцен.
Николсон сыграл свою роль, как он позже признавался, не опасаясь присутствия звёзд первой величины на съёмочной площадке. «В фильме было слишком много весельчаков. Роджер доносил до меня: „Ты не можешь быть таким же забавным, как они“. Это и вся интерпретация роли от Роджера» — говорил он. Джек уделял много внимания интонациям Карлоффа и дикции Винсента Прайса. На съёмочной площадке он сдружился с Петером Лорре, который, уже будучи тяжело больным, дал Николсону совет, который тот запомнил на всю жизнь: «Если ты хочешь выжить в этом бизнесе, тебе лучше быть более бережливым».
Съёмки «Ворона» были закончены в октябре 1962 года.

### «Страх»
Через несколько дней после окончания съёмок «Ворона» Корман приступил к работе над ещё одним фильмом ужасов — «Страх». Режиссёр решил долго не возиться с кастингом и созданием декораций, поэтому на главные роли пригласил того же Николсона и Карлоффа, а декорации оставил те же, что были на съёмочной площадке «Ворона». Как и в предыдущем фильме Кормана, Николсон занял кресло режиссёра и снял несколько сцен.
Ранние работы Николсона были раскритикованы критиками, что подтверждает и этот фильм. Режиссёр Питер Богданович заявлял, что «запомнил Николсона плохим актёром только благодаря этому фильму», а критик Фил Холл с сайта FilmThreat подмечает, что герой Джека одет в костюм Марлона Брандо из фильма «Любовь императора Франции». Кроме того, Холл назвал игру Николсона «пустой и однообразной». Сам Джек отзывался о картине так: «Думаю, что самое забавное время, которое я когда-либо проводил в киноаппаратной комнате, было за просмотром „Страха“. Фильм был невероятно плох».

### Следующие работы
Поскольку работу актёра в 1960-е годы найти было трудно, Николсон стал всё чаще работать над сценариями. В результате родились «Остров грома» (англ. Thunder Island) (1963), «Полёт к ярости» (1964), «Побег в никуда» (1965) и рекламный художественный фильм «Предводитель» (1968) о группе «The Monkees». Эти фильмы не завоевали особой популярности, но по крайней мере давали Николсону стабильную работу. В мире ситкомов он также появился в двух эпизодах Шоу Энди Гриффита в роли Марвина Дженкинса (1966-1967).

## Последующая карьера в кино

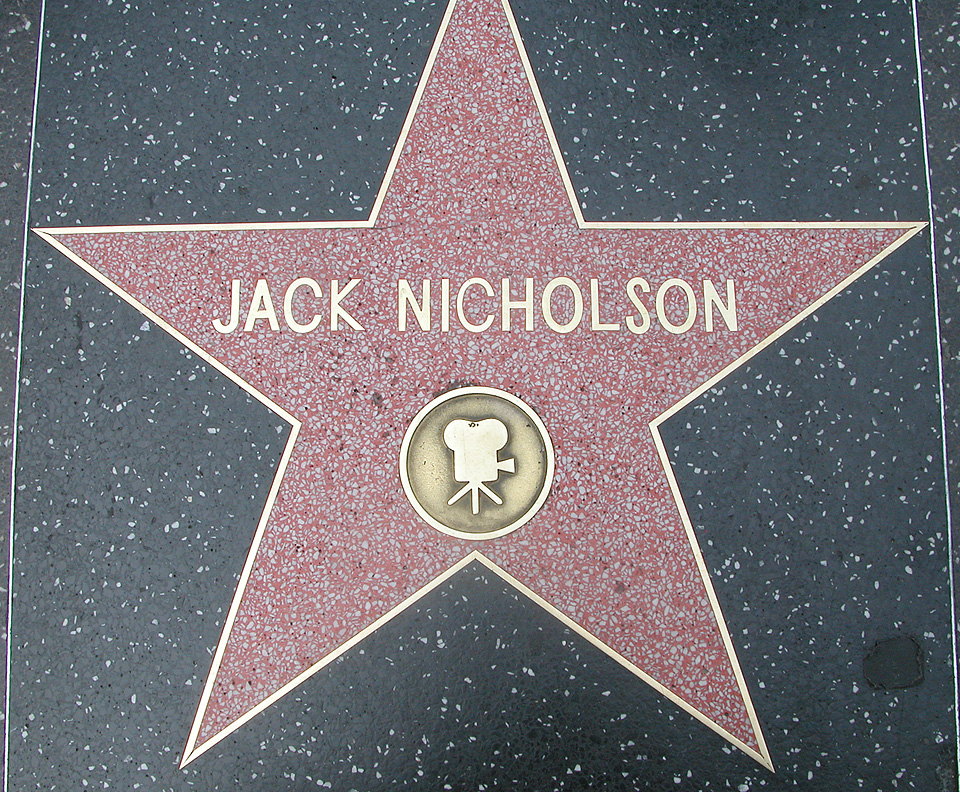
Звезда Джека Николсона на Голливудской «Аллее славы»

Поскольку в актёрской карьере не намечалось никаких перспектив, Николсон, казалось, полностью ушёл в работу «за камерой» — сценариста и режиссёра. Первый успех пришёл со сценарием к фильму 1967 года «Трип», полностью построенного на галлюцинациях главного героя под воздействием ЛСД. В фильме снялись Питер Фонда и Деннис Хоппер. Но вместе с возможностью сыграть в фильме Фонды и Хоппера «Беспечный ездок» к Николсону пришёл и первый крупный успех на актёрском поприще. Он сыграл адвоката-пьяницу Джорджа Хэнсона и получил за эту роль свою первую номинацию на «Оскар». Это был счастливый случай для Николсона, поскольку роль первоначально предназначалась для Рипа Торна, близкого друга сценариста Терри Саузерна, но Торн покинул проект после серьёзной ссоры с сорежиссёром Деннисом Хоппером, во время которой они чуть не дошли до драки.
Номинация за лучшую мужскую роль последовала в следующем году, за роль в фильме «Пять лёгких пьес» (1970), в котором произошёл знаменитый диалог о курином салате (о том, как получать то, чего хочешь). В том же году он сыграл в киноверсии музыкального спектакля «В ясный день увидишь вечность».
Другие из его заметных ранних ролей — «Последний наряд» Хэла Эшби (1973) и классический нуар-триллер Романа Полански «Китайский квартал» (1974). За оба этих фильма Николсон был номинирован на премию «Оскар» за лучшую мужскую роль. Он также снялся в фильмах Кена Расселла «Томми» (1975) и «Профессия: репортёр» Микеланджело Антониони (1975).

### Американский идол

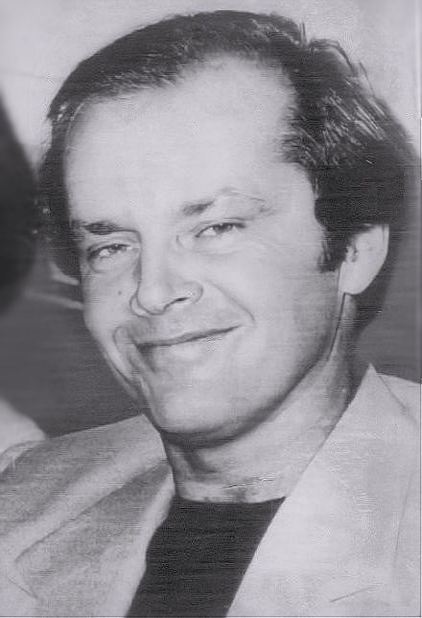
Николсон в 1976 году

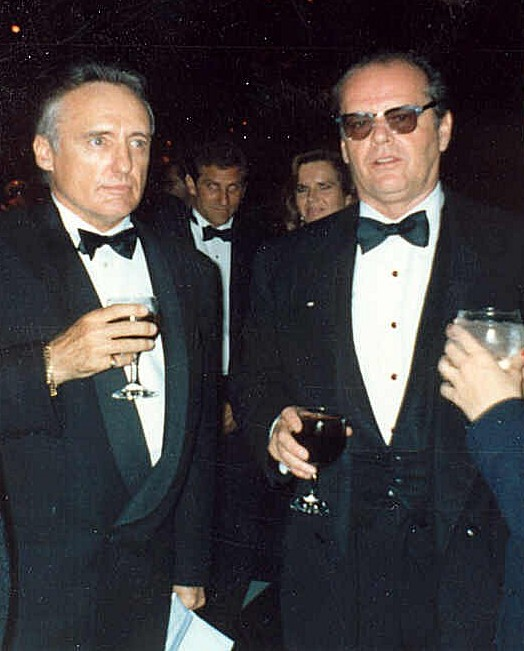
Николсон (справа) и Деннис Хоппер на 62-й церемонии вручения премии «Оскар», 26 марта 1990

Николсон завоевал свой первый «Оскар» за лучшую мужскую роль, сыграв Рэндла Патрика Макмерфи в киноверсии романа Кена Кизи «Пролетая над гнездом кукушки», поставленной Милошем Форманом в 1975 году. Вместе с ним «Оскар» (за лучшую женскую роль) получила Луиза Флетчер, исполнившая роль сестры Рэтчед. Николсону также была предложена роль Майкла Корлеоне в «Крёстном отце», от которой он отказался.
Позже Николсон стал браться за более необычные для себя роли. В частности, он сыграл небольшую роль члена Коммунистической партии в «Последнем магнате», где подрался с персонажем Роберта Де Ниро. Он взялся за ещё менее привлекательную роль в вестерне Артура Пенна «Излучины Миссури», специально для того, чтобы сыграть вместе с Марлоном Брандо. Далее последовал режиссёрский дебют Николсона — комедия-вестерн «Направляясь на юг».
Хотя он даже не номинировался на «Оскар» за роль в киноверсии романа Стивена Кинга «Сияние», поставленной Стэнли Кубриком в 1980 году, она остаётся одной из самых значимых ролей в его карьере. Своего следующего «Оскара», премию за лучшую мужскую роль второго плана, Николсон завоевал за роль астронавта в отставке Гаррета Бридлава в фильме «Слова нежности» Джеймса Брукса (1983).
В 1980-е годы Николсон продолжал плодотворно работать, снявшись в фильмах «Почтальон всегда звонит дважды» (1981), «Красные» (1981), «Честь семьи Прицци» (1985), «Иствикские ведьмы» (1987) и «Чертополох» (1987). За роли в кинолентах «Красные», «Честь семьи Прицци» и «Чертополох» он номинировался на «Оскар».
В 1985 году Николсон отказался от роли Джона Бука в фильме «Свидетель». Фильм «Бэтмен» 1989 года, в котором он сыграл Джокера, стал оглушительным международным хитом и выгодный процентный контракт принёс Николсону около 60 млн долларов. Планировалось, что актёр вновь сыграет роль Джокера в пятой части франшизы под названием «Бэтмен Триумфатор» в 1999 году, но проект был отменен Warner Brothers.
За роль вспыльчивого полковника Натана Джессепа в фильме «Несколько хороших парней» (1992), повествующем об убийстве в подразделении Корпуса морской пехоты США, Николсон получил ещё одну номинацию на премию «Оскар». В этом фильме происходит сцена с участием Николсона, в которой он произносит фразу: «Вам не выдержать правды!», ставшую с тех пор широко известной и часто цитируемой.
Не все из работ Николсона были хорошо приняты. Он номинировался на премию «Золотая малина» как худший актёр за фильмы «Людские неприятности» (1992) и «Хоффа» (1992). За роль в «Хоффа» он, однако, номинировался и на премию «Золотой глобус».
Николсон продолжал сниматься и получил свой очередной «Оскар» за роль Мелвина Юдалла, невротичного писателя, страдающего обсессивно-компульсивным расстройством, в фильме «Лучше не бывает» 1997 года. Режиссёром, как и в «Словах нежности», вновь был Джеймс Брукс. Хелен Хант, сыгравшая официантку с Манхэттена и испытывающую смешанные чувства — от ненависти до любви — к персонажу Николсона (частому посетителю ресторана, в котором она работала), также была удостоена «Оскар», за лучшую женскую роль.
Отличительная черта Николсона — абсолютная органичность в любой роли. Актёр проявляет большое мастерство во многих амплуа, однако наиболее удачными являются характерные роли с элементами гротеска.

### Поздняя карьера

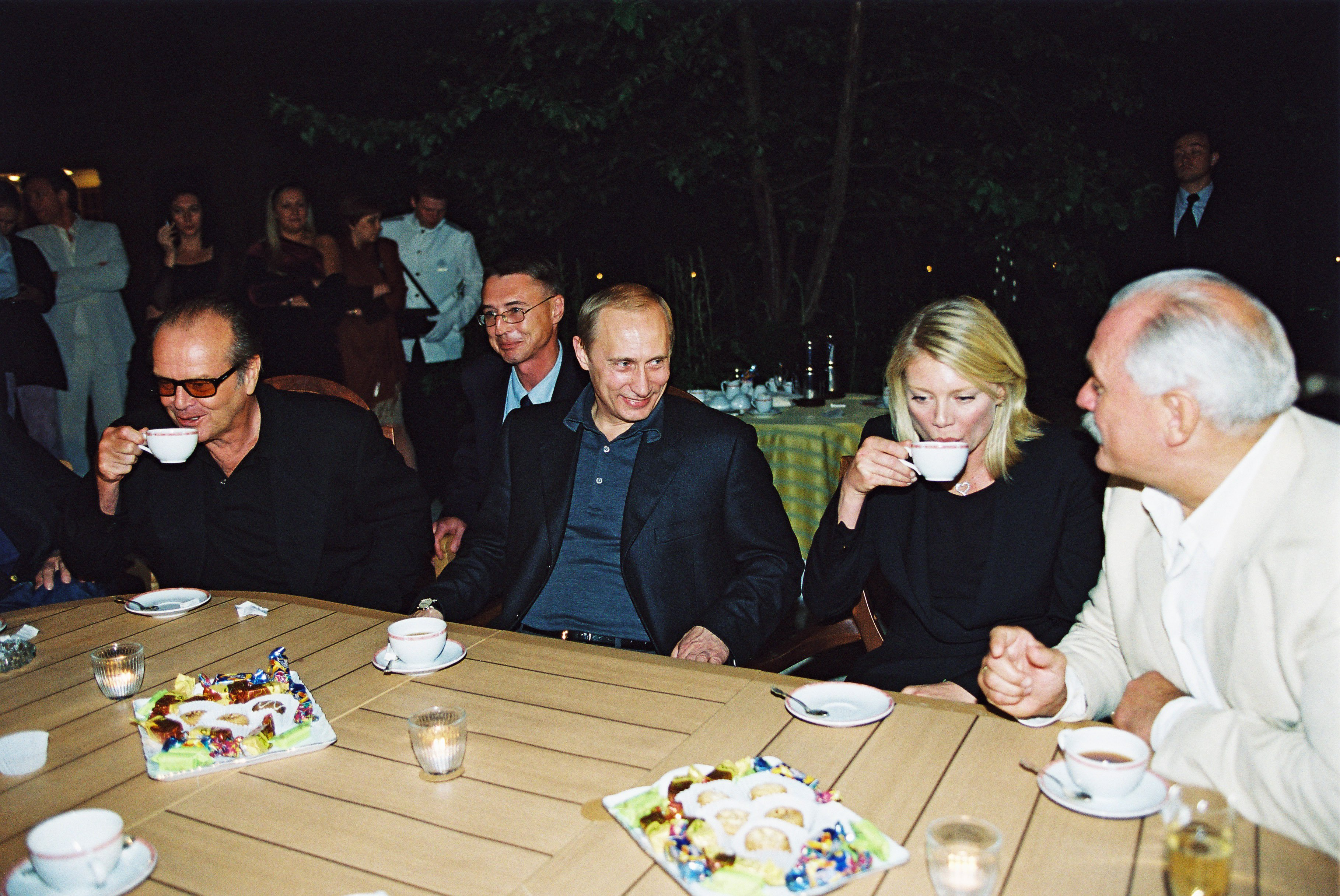
Николсон (слева), Владимир Путин, Пита Уилсон и Никита Михалков на встрече с участниками и гостями XXIII Московского международного кинофестиваля, 27 июня 2001 года

В фильме «О Шмидте» (2002) Николсон сыграл ушедшего на пенсию актуария страховой компании из Омахи (Небраска), который задался вопросами о жизни после смерти жены. Спокойная, сдержанная игра Николсона, контрастирующая со многими его прежними ролями, принесла ему ещё одну номинацию на «Оскар» за лучшую мужскую роль.
В комедии «Управление гневом» он играет агрессивного психиатра, приставленного к относительно спокойному персонажу Адама Сэндлера для обучения его управлению своими эмоциями.
В 2003 году наряду с несколькими другими ролями, Николсон сыграл плейбоя в возрасте в фильме «Любовь по правилам и без», который «западает» на мать своей юной подруги, исполняемую Дайаной Китон.
В конце 2006 года Николсон обозначает своё возвращение на «тёмную сторону» с ролью Фрэнка Костелло, садистского ирландского мафиози из Бостона, босса персонажей Мэтта Деймона и Леонардо Ди Каприо в оскароносном фильме Мартина Скорсезе «Отступники». Малоизвестен факт, что чуть ранее голос Николсона был использован в рекламе телефона Nokia N95 «в моём кармане кое-что есть».
В ноябре 2006 Николсон начал работу над новым проектом «Пока не сыграл в ящик» Роба Райнера, для роли в котором он постригся налысо. Вместе с Морганом Фриманом они сыграли в фильме двух умирающих от рака мужчин, которые хотят выполнить ряд дел перед смертью. Фильм вышел на экран в конце 2007 года. При подготовке к съёмкам Николсон посетил лос-анджелесский госпиталь, чтобы узнать, как больные раком справляются со своей болезнью.
В 2012 году, спустя два года после релиза провалившейся комедии «Как знать…» с участием Николсона (эта работа пока остаётся последней в его фильмографии), актёру была предложена первая серьёзная роль за пять лет — драма «Судья», где он исполнил бы роль отца героя Роберта Дауни-младшего, городского судьи, подозревающегося в убийстве. О съёмках Николсона в картине шли переговоры, но в итоге актёр отказался от участия в проекте.
В сентябре 2013 года в американских СМИ распространилась информация о том, что Николсон заявил об окончании своей актёрской карьеры по причине потери памяти — актёр якобы попросту не может выучить реплики своих персонажей. Вскоре данные были незамедлительно опровергнуты и названы «100 % фальшивыми». Как сообщил источник, сейчас Николсон активно читает сценарии и подыскивает новый проект.
В кино Николсона после четырёхлетнего отдыха мог вернуть его старый друг Уоррен Битти, в феврале 2014 года приступивший к съёмкам комедии о магнате Говарде Хьюзе, но в итоге Николсон не снимался в этом фильме.
В феврале 2017 было объявлено, что Джек Николсон снимется в англоязычном ремейке германо-австрийского фильма «Тони Эрдманн», однако впоследствии отказался от участия в проекте.

## Личная жизнь

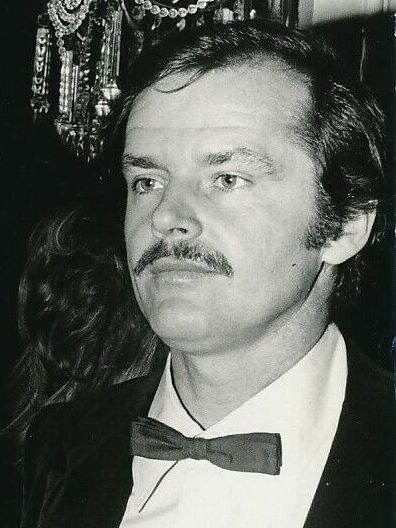
1971 год

У актёра есть пять детей от четырёх разных женщин, хотя он состоял в браке только один раз.
Дети:
- Дженнифер Николсон (род. 1963) — от бывшей жены Сандры Найт (англ. Sandra Knight) (были женаты с 17 июня 1962 по 8 августа 1968);
- Калеб Годдард (род. 1970) — от Сьюзан Анспач, его партнёрши по фильму «Пять лёгких пьес» (отцовство Николсона не подтверждено);
- Хани Холлман (род. 1981) — от датской модели Винни Холлман (англ. Winnie Hollman);
- Лорейн Николсон (род. 1990) и Рэй Николсон (род. 1992) — от Ребекки Бруссард[англ.].

Актриса Сьюзан Анспач утверждает, что отец её сына Калеба Годдарда — Джек Николсон. Сам актёр никогда не делал публичных заявлений насчёт этого.
У Николсона были романтические отношения со многими актрисами и моделями, некоторые из которых продолжались долгие годы. Самые долгие отношения, длившиеся 17 лет, его связывали с Анжеликой Хьюстон, дочерью кинорежиссёра Джона Хьюстона. Они разошлись после того, как из новостей стало известно о беременности Ребекки Бруссард от Николсона.
В очередной биографии Николсона, опубликованной в октябре 2013 года писателем Марком Элиотом, приводятся данные о том, что во время съёмок «Чертополоха» (1987) между Джеком и его замужней партнёршей Мерил Стрип образовался бурный роман, переросший в более серьёзные сексуальные отношения. Оба артиста неоднократно его отрицали. В этой же книге Элиот утверждает, что на раннем этапе актёрской карьеры, в начале 1960-х годов, Николсон начал злоупотреблять алкоголем и наркотиками, в частности, ЛСД, кокаином и марихуаной. Сценарий картины «Трип» (1967) якобы также был написан им под влиянием наркотических препаратов.
Он также является близким другом Романа Полански, которого он поддерживал во время многих личных несчастий, включая смерть его жены Шэрон Тейт, погибшей в 1969 году от рук семьи Чарльза Мэнсона. После гибели Тэйт Николсон стал спать с молотком под подушкой. Он также поддерживал Полански, когда его обвиняли в изнасиловании ребёнка, не достигшего возраста согласия, которое произошло в поместье Николсона на Малхолланд-драйв.
По соседству с домом Николсона, на Малхолланд-драйв в Беверли-Хиллз, несколько лет жил Марлон Брандо. Также неподалёку жил Уоррен Битти, и благодаря этой троице улица в итоге получила название «Улицы плохих парней». После смерти Брандо в 2004 году, Николсон выкупил его бунгало за 6,1 млн долларов, намереваясь его снести. При этом он заявил, что это решение продиктовано только тем, что дом был заброшен и не имеет никакого отношения к личности Брандо и его наследию.

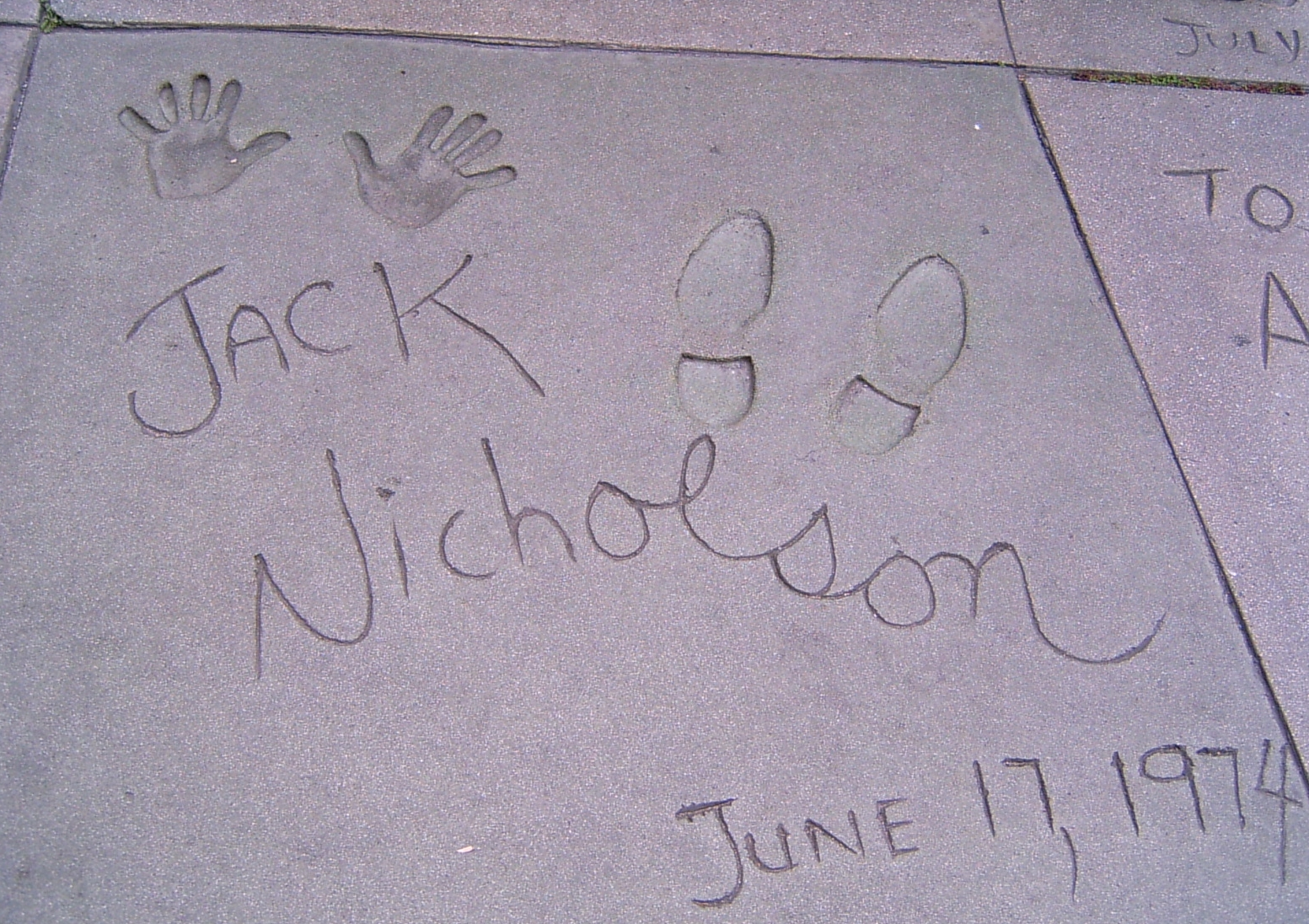
Отпечатки ног и рук Николсона в Китайском театре Граумана

Хотя актёр был воспитан как католик, в интервью журналу Vanity Fair в 1992 году он заявил, что в настоящий момент является атеистом. Хотя лично Николсон против абортов, он выступает за их разрешение. Он поддерживает Демократическую партию США и жертвовал на многие её избирательные кампании.
Николсон является фанатом «раскрученных» команд, таких как бейсбольный клуб «Нью-Йорк Янкис» и баскетбольный клуб «Лос-Анджелес Лейкерс». Его посещение игр «Лейкерс» вошло в легенду, поскольку в течение последних 25 лет он не пропустил практически ни одной из игр, проходивших на стадионах «Форум» и «Crypto.com-арена». В отдельных случаях Николсон даже вступал в перепалки игроков с судьями и выбегал на саму баскетбольную площадку. Во время игры плей-офф «Лейкерс» в 2001 году ему даже был присужден технический фол за слишком жаркие споры с судьями. Его нежелание пропускать домашние игры «Лейкерс» приводит к тому, что киностудии вынуждены согласовывать график съёмок с расписанием игр команды. В 2004 году Николсон посетил встречу выпускников школы (спустя 50 лет после окончания) к немалому удивлению и восторгу своих одноклассников и одноклассниц.
Николсон известен тем, что в отличие от актёров, которые отказываются от ролей в фильмах, которые по их мнению будут неуспешными, наоборот, отклоняет роли в тех фильмах, которые, на его взгляд, могут быть слишком успешными.
Одно из хобби Николсона — коллекционирование современных картин и картин XX века. Любимый художник актёра — Джек Веттриано.
11 сентября 2011 года дом Джека Николсона в Голливуде, который он сдавал в аренду с 1975 года, сгорел дотла. Пожар тушили 85 пожарных, двое из которых были госпитализированы.

## Фильмография
| Год       |    | Русское название               | Оригинальное название              | Роль                                         |
| --------- | -- | ------------------------------ | ---------------------------------- | -------------------------------------------- |
| 1958      | ф  | Плакса-убийца                  | The Cry Baby Killer                | Джимми Уоллес                                |
| 1960      | ф  | Слишком рано для любви         | Too Soon to Love                   | Бадди                                        |
| 1960      | с  | Мистер Лаки                    | Mr. Lucky                          | Мартин                                       |
| 1960      | ф  | Дикая гонка                    | The Wild Ride                      | Джонни Вэррон                                |
| 1960      | ф  | Магазинчик ужасов              | The Little Shop of Horrors         | Уилбур Форс                                  |
| 1960      | ф  | Стадс Лониган                  | Studs Lonigan                      | Уири Райлли                                  |
| 1961      | с  | Истории Уэллс-Фарго            | Tales of Wells Fargo               | Том Уошбёрн                                  |
| 1961      | с  | Морская охота                  | Sea Hunt                           | Джон Старк                                   |
| 1961      | с  | Бронко                         | Bronco                             | Боб Дулин                                    |
| 1962      | тф | Маленькая Эми                  | Little Amy                         | тренер                                       |
| 1962      | с  | Гавайский глаз                 | Hawaiian Eye                       | Тони Морган                                  |
| 1962      | ф  | Заброшенная земля              | The Broken Land                    | Уилл Брошес                                  |
| 1963      | ф  | Ворон                          | The Raven                          | Рексфорд Бедлоу                              |
| 1963      | ф  | Страх                          | The Terror                         | лейтенант Андре Дювалье                      |
| 1964      | ф  | Лейтенант Пулвер               | Ensign Pulver                      | Долан                                        |
| 1964      | ф  | Полёт к ярости                 | Flight to Fury                     | Джей Уикхем                                  |
| 1964      | ф  | В ад с чёрного хода            | Back Door to Hell                  | Бёрнетт                                      |
| 1965      | ф  | Побег в никуда                 | Ride in the Whirlwind              | Уэс                                          |
| 1966      | с  | Доктор Килдаре                 | Dr. Kildare                        | Джейми Эйнджел                               |
| 1966      | ф  | Перестрелка                    | The Shooting                       | Билли Спир                                   |
| 1966      | с  | Путешествие ко дну моря        | Voyage to the Bottom of the Sea    | член команды; в титрах не указан             |
| 1966—1967 | с  | Шоу Энди Гриффита              | The Andy Griffith Show             | Марвин Дженкинс / мистер Гарланд             |
| 1967      | ф  | Резня в день Святого Валентина | The St. Valentine's Day Massacre   | Гино; в титрах не указан                     |
| 1967      | ф  | Ангелы ада на колёсах          | Hells Angels On Wheels             | Поэт                                         |
| 1967      | с  | Пушки Уилла Соннетта           | The Guns of Will Sonnett           | Том Мёрдок                                   |
| 1968      | ф  | Псих-аут                       | Psych-Out                          | Стоуни                                       |
| 1968      | ф  | Предводитель                   | Head                               | кинорежиссёр в ресторане; в титрах не указан |
| 1969      | ф  | Беспечный ездок                | Easy Rider                         | Джордж Хэнсон                                |
| 1970      | ф  | Возмутители спокойствия        | The Rebel Rousers                  | Банни                                        |
| 1970      | ф  | В ясный день увидишь вечность  | On a Clear Day You Can See Forever | Тэд Прингл                                   |
| 1970      | ф  | Пять лёгких пьес               | Five Easy Pieces                   | Роберт Эроика Дюпи                           |
| 1971      | ф  | Познание плоти                 | Carnal Knowledge                   | Джонатан Фёрст                               |
| 1971      | ф  | Безопасное место               | A Safe Place                       | Митч                                         |
| 1972      | ф  | Король Марвин Гарденс          | The King of Marvin Gardens         | Дэвид Штеблер                                |
| 1973      | ф  | Последний наряд                | The Last Detail                    | Билли Баддаски                               |
| 1974      | ф  | Китайский квартал              | Chinatown                          | Дж. Дж. «Джейк» Гиттс                        |
| 1975      | ф  | Профессия: репортёр            | Professione: Reporter              | Дэвид Локк                                   |
| 1975      | ф  | Томми                          | Tommy                              | доктор                                       |
| 1975      | ф  | Судьба                         | The Fortune                        | Оскар Салливан / Оскар Дикс                  |
| 1975      | ф  | Пролетая над гнездом кукушки   | One Flew Over the Cuckoos Nest     | Рэндл Патрик Макмерфи                        |
| 1976      | ф  | Излучины Миссури               | The Missouri Breaks                | Том Логан                                    |
| 1976      | ф  | Последний магнат               | The Last Tycoon                    | Бриммер                                      |
| 1978      | ф  | Направляясь на юг              | Goin' South                        | Генри Ллойд Мун; также режиссёр              |
| 1980      | ф  | Сияние                         | The Shining                        | Джек Торранс                                 |
| 1981      | ф  | Почтальон всегда звонит дважды | The Postman Always Rings Twice     | Фрэнк Чэмберс                                |
| 1981      | ф  | Рэгтайм                        | Ragtime                            | пират на пляже; в титрах не указан           |
| 1981      | ф  | Красные                        | Reds                               | Юджин О'Нил                                  |
| 1982      | ф  | Граница                        | The Border                         | Чарли Смит                                   |
| 1983      | ф  | Язык нежности                  | Terms of Endearment                | Гарретт Бридлав                              |
| 1985      | ф  | Честь семьи Прицци             | Prizzi's Honor                     | Чарли Партанна                               |
| 1986      | ф  | Ревность                       | Heartburn                          | Марк Форман                                  |
| 1987      | ф  | Иствикские ведьмы              | The Witches of Eastwick            | Дэрил ван Хорн                               |
| 1987      | ф  | Телевизионные новости          | Broadcast News                     | Билл Рорич                                   |
| 1987      | ф  | Чертополох                     | Ironweed                           | Фрэнсис Фелан                                |
| 1989      | ф  | Бэтмен                         | Batman                             | Джокер / Джек Напье                          |
| 1990      | ф  | Два Джейка                     | The Two Jakes                      | Дж. Дж. (Джейк) Гиттс; также режиссёр        |
| 1992      | ф  | Людские неприятности           | Man Trouble                        | Юджин Эрл Экслайн / Гарри Блисс              |
| 1992      | ф  | Несколько хороших парней       | A Few Good Men                     | полковник Натан Р. Джессеп                   |
| 1992      | ф  | Хоффа                          | Hoffa                              | Джеймс Р. (Джимми) Хоффа                     |
| 1994      | ф  | Волк                           | Wolf                               | Уилл Рэнделл                                 |
| 1995      | ф  | Постовой на перекрёстке        | The Crossing Guard                 | Фредди Гейл                                  |
| 1996      | ф  | Кровь и вино                   | Blood and Wine                     | Алекс Гейтс                                  |
| 1996      | ф  | Вечерняя звезда                | The Evening Star                   | Гарретт Бридлав                              |
| 1996      | ф  | Марс атакует!                  | Mars Attacks!                      | президент Джеймс Дэйл / Арт Лэнд             |
| 1997      | ф  | Лучше не бывает                | As Good as It Gets                 | Мелвин Юдолл                                 |
| 2001      | ф  | Обещание                       | The Pledge                         | Джерри Блэк                                  |
| 2002      | ф  | О Шмидте                       | About Schmidt                      | Уоррен Шмидт                                 |
| 2003      | ф  | Управление гневом              | Anger Management                   | доктор Бадди Райделл                         |
| 2003      | ф  | Любовь по правилам и без       | Something's Gotta Give             | Гарри Сэнборн                                |
| 2006      | ф  | Отступники                     | The Departed                       | Фрэнсис (Фрэнк) Костелло                     |
| 2007      | ф  | Пока не сыграл в ящик          | The Bucket List                    | Эдвард Коул                                  |
| 2010      | ф  | Как знать...                   | How Do You Know?                   | Чарльз                                       |

## Награды и номинации
Николсон номинировался на премию «Оскар» за лучшую роль (главную или второго плана) в четырёх разных десятилетиях подряд: 1970-х, 1980-х, 1990-х и 2000-х годах. С 12 номинациями на «Оскар» (8 — за лучшую главную роль и 4 — за роль второго плана) Николсон является самым номинированным актёром в истории Американской киноакадемии. С 3 полученными премиями (2 — за главную роль и 1 — за роль второго плана) он находится на одной ступени с Уолтером Бреннаном и Дэниелом Дэй-Льюисом по наибольшему количеству наград за актёрскую работу среди мужчин (но, в отличие от Николсона, Дэй-Льюис всех своих премий «Оскар» удостоен за главные роли, а Бреннан — за роли второго плана).
Каждый раз, когда Николсон выигрывал «Оскар», актриса, исполнявшая главную женскую роль в том же фильме, также получала премию.
| Награда                        | Год  | Категория                                 | Фильм                             | Результат |
| ------------------------------ | ---- | ----------------------------------------- | --------------------------------- | --------- |
| Оскар                          | 1970 | Лучшая мужская роль второго плана         | Беспечный ездок                   | Номинация |
| Оскар                          | 1971 | Лучшая мужская роль                       | Пять лёгких пьес                  | Номинация |
| Оскар                          | 1974 | Лучшая мужская роль                       | Последний наряд                   | Номинация |
| Оскар                          | 1975 | Лучшая мужская роль                       | Китайский квартал                 | Номинация |
| Оскар                          | 1976 | Лучшая мужская роль                       | Пролетая над гнездом кукушки      | Победа    |
| Оскар                          | 1982 | Лучшая мужская роль второго плана         | Красные                           | Номинация |
| Оскар                          | 1984 | Лучшая мужская роль второго плана         | Язык нежности                     | Победа    |
| Оскар                          | 1986 | Лучшая мужская роль                       | Честь семьи Прицци                | Номинация |
| Оскар                          | 1988 | Лучшая мужская роль                       | Чертополох                        | Номинация |
| Оскар                          | 1993 | Лучшая мужская роль второго плана         | Несколько хороших парней          | Номинация |
| Оскар                          | 1998 | Лучшая мужская роль                       | Лучше не бывает                   | Победа    |
| Оскар                          | 2003 | Лучшая мужская роль                       | О Шмидте                          | Номинация |
| BAFTA                          | 1970 | Лучшая мужская роль второго плана         | Беспечный ездок                   | Номинация |
| BAFTA                          | 1975 | Лучшая мужская роль                       | Последний наряд/Китайский квартал | Победа    |
| BAFTA                          | 1977 | Лучшая мужская роль                       | Пролетая над гнездом кукушки      | Победа    |
| BAFTA                          | 1983 | Лучшая мужская роль второго плана         | Красные                           | Победа    |
| BAFTA                          | 1990 | Лучшая мужская роль второго плана         | Бэтмен                            | Номинация |
| BAFTA                          | 2003 | Лучшая мужская роль                       | О Шмидте                          | Номинация |
| BAFTA                          | 2007 | Лучшая мужская роль второго плана         | Отступники                        | Номинация |
| Золотой глобус                 | 1970 | Лучшая мужская роль второго плана         | Беспечный ездок                   | Номинация |
| Золотой глобус                 | 1971 | Лучшая мужская роль в драме               | Пять лёгких пьес                  | Номинация |
| Золотой глобус                 | 1972 | Лучшая мужская роль в драме               | Познание плоти                    | Номинация |
| Золотой глобус                 | 1974 | Лучшая мужская роль в драме               | Последний наряд                   | Номинация |
| Золотой глобус                 | 1975 | Лучшая мужская роль в драме               | Китайский квартал                 | Победа    |
| Золотой глобус                 | 1976 | Лучшая мужская роль в драме               | Пролетая над гнездом кукушки      | Победа    |
| Золотой глобус                 | 1982 | Лучшая мужская роль второго плана         | Красные                           | Номинация |
| Золотой глобус                 | 1984 | Лучшая мужская роль второго плана         | Язык нежности                     | Победа    |
| Золотой глобус                 | 1986 | Лучшая мужская роль в комедии или мюзикле | Честь семьи Прицци                | Победа    |
| Золотой глобус                 | 1988 | Лучшая мужская роль в драме               | Чертополох                        | Номинация |
| Золотой глобус                 | 1990 | Лучшая мужская роль в комедии или мюзикле | Бэтмен                            | Номинация |
| Золотой глобус                 | 1993 | Лучшая мужская роль второго плана         | Несколько хороших парней          | Номинация |
| Золотой глобус                 | 1993 | Лучшая мужская роль в драме               | Хоффа                             | Номинация |
| Золотой глобус                 | 1998 | Лучшая мужская роль в комедии или мюзикле | Лучше не бывает                   | Победа    |
| Золотой глобус                 | 1999 | Премия Сесиля Б. Де Милля                 |                                   | Победа    |
| Золотой глобус                 | 2003 | Лучшая мужская роль в драме               | О Шмидте                          | Победа    |
| Золотой глобус                 | 2004 | Лучшая мужская роль в комедии или мюзикле | Любовь по правилам и без          | Номинация |
| Золотой глобус                 | 2007 | Лучшая мужская роль второго плана         | Отступники                        | Номинация |
| Премия Гильдии киноактёров США | 1998 | Лучшая мужская роль                       | Лучше не бывает                   | Победа    |
| Премия Гильдии киноактёров США | 2003 | Лучшая мужская роль                       | О Шмидте                          | Номинация |